# Holy Wood (In the Shadow of the Valley of Death)
Holy Wood (In the Shadow of the Valley of Death) è il quinto album in studio del gruppo musicale statunitense Marilyn Manson, pubblicato il 14 novembre 2000 dalla Nothing Records e dalla Interscope Records.
Segna il ritorno della band al sound industrial metal degli inizi, dopo l'esperienza glam rock del precedente Mechanical Animals. Si tratta del primo disco pubblicato dalla band dopo il massacro della Columbine High School, e per questo Holy Wood fu una risposta alle accuse mosse contro Manson e la sua band a quel proposito. Il frontman del gruppo infatti, definì il disco come «una dichiarazione di guerra».
Si tratta di un'opera rock realizzata come concept album e rappresenta il terzo ed ultimo atto della trilogia iniziata quattro anni prima con il disco Antichrist Superstar e proseguita nel 1998 con Mechanical Animals. Dopo la sua pubblicazione, Manson rivelò che la storia raccontata nella trilogia si svolge in ordine anticronologico; pertanto, Holy Wood inizia la storia, Mechanical Animals la continua e Antichrist Superstar la termina. Il disco è stato scritto a Hollywood, in quella che ai tempi era la casa del cantante, e registrato in diversi posti "non rivelati", tra cui la Death Valley e Laurel Canyon.
Al momento dell'uscita, Holy Wood ricevette critiche positive e altre critiche che accusavano il disco di essere molto ambizioso, ma male eseguito. Inizialmente l'album non ebbe il successo commerciale dei due precedenti lavori della band, tant'è che impiegò tre anni prima di essere certificato disco d'oro dalla RIAA. Ciononostante, con oltre 9 milioni di copie vendute in tutto il mondo fino al 2011, è riuscito a diventare uno dei maggiori successi commerciali della band. Furono estratti tre singoli dall'album e gli fu affiancato il progetto di un film poi diventato un libro che, però, a giugno 2011 rimane ancora inedito. La band supportò il disco con il controverso Guns, God and Government Tour.
Il 10 novembre 2010, la rivista rock inglese Kerrang! ha pubblicato un articolo commemorativo per il decimo compleanno dell'album, che è stato definito come «L'ora migliore di Manson [...] Dieci anni dopo, non si è ancora visto un altro attacco così eloquente e violento nei confronti della cultura mainstream [... È un lavoro] ancora causticamente rilevante [e] fa onore ad un uomo che si è rifiutato di sedersi e incassare le accuse, e se n'è invece uscito pieno d'energia».
Con questo album i Marilyn Manson adottano un sound diverso da quello che ha caratterizzato l'album precedente Mechanical Animals per tornare ai suoni cupi di Antichrist Superstar, pur senza rinunciare a influenze glam rock e pop. Si tratta dell'ultimo disco della band che vede in studio la partecipazione di Twiggy Ramirez, sostituito dopo il tour promozionale da Tim Sköld e tornato nel gruppo solo nel 2008. All'epoca della pubblicazione, nei primi sei mesi Holy Wood vendette 2 milioni di copie in tutto il mondo.

## Storia
"Il '99 è stato un anno cruciale — come lo fu il 1969, mio anno di nascita. Quei due anni hanno molte somiglianze. Woodstock '99 [dove stupri e sciacallaggi di massa furono abbondanti] divenne un Altamont [il concerto dei Rolling Stones del 1969 durante il quale gli Hells Angels percossero un fan fino a ucciderlo]. La vicenda della Columbine si è trasformata negli omicidi di Manson della nostra generazione. Sono successe cose che avrebbero potuto spingermi a smettere di fare musica. Invece, ho deciso di saltar fuori e punire veramente chi ha osato sfancularmi. Ho una grande guerra davanti a me. E ne voglio ogni singolo pezzo."
Marilyn Manson 
Il 20 aprile 1999 due studenti, Eric Harris e Dylan Klebold, misero in atto quella che è considerata la quarta strage scolastica più violenta di sempre negli Stati Uniti presso la loro scuola, la Columbine High School. I killer uccisero dodici studenti e un professore e ferirono altre 21 persone, prima di suicidarsi entrambi. Come conseguenza del gesto, Marilyn Manson e la sua band divennero i "capri espiatori". I primi servizi giornalistici usciti dopo la tragedia affermarono che i due erano fan della band e che indossavano magliette di Manson e il suo gruppo durante il massacro. Le speculazioni tra i media nazionali e internazionali crescevano, e le accuse venivano fatte ricadere sui Marilyn Manson, su altre band e su altre forme d'intrattenimento, come film e videogiochi, ritenuti responsabili di aver incitato Klebold e Harris ad uccidere i loro compagni di classe; in ogni caso, resoconti successivi finirono per contraddire queste affermazioni dato che i due non solo non erano fan della band, ma la consideravano addirittura «una barzelletta». Nonostante ciò, il gruppo ricevette immediatamente infinite critiche da personalità religiose, politiche e dell'intrattenimento.
Il giorno dopo la sparatoria, il senatore del Michigan Dale Shugars presenziò al concerto della band alla Van Andel Arena di Grand Rapids, in Michigan. Shugars tentò di condurre una ricerca per una proposta di legge che avrebbe apposto avvertimenti parentali sui biglietti dei concerti e sul materiale promozionale di band che negli ultimi cinque anni avessero distribuito dischi con l'adesivo di "Parental Advisory". Concluse dicendo che la band era «parte di una cultura basata sulla droga, con una sottocultura di violenza, uccisioni ed odio», aggiungendo che loro «possono essere tra i colpevoli».
Il 25 aprile 1999 il conservatore William Bennett e il senatore USA Joseph Lieberman, che più volte in passato criticò Manson, puntarono il dito contro il gruppo affibbiandogli la colpa dell'accaduto durante la trasmissione tv Meet the Press. Tre giorni dopo, la città di Fresno (California) approvò una delibera che condannava «Marilyn Manson o qualsiasi altro intrattenitore negativo che incoraggi alla rabbia e all'odio [...] come una minaccia offensiva ai bambini di questa comunità». Lo stesso giorno, la band annunciò il rinvio delle ultime cinque date nordamericane del loro Rock Is Dead Tour in segno di rispetto nei confronti delle vittime e delle loro famiglie in lutto.
Il giorno dopo, sei senatori USA capeggiati da Sam Brownback del Kansas, firmarono e inviarono una lettera a Edgar Bronfman Jr., presidente della Seagram, la quale possedeva l'etichetta Interscope Records, chiedendo di smettere di distribuire ai bambini «musica che glorifica la violenza». La lettera puntava il dito soprattutto contro i Marilyn Manson, perché la loro musica «riflette spaventosamente» le gesta di Harris e Klebold. La band emise un comunicato poco più tardi, annunciando la cancellazione definitiva delle date del tour posticipate. Due giorni dopo, il 1º maggio 1999, il musicista accusato pubblicò un articolo sulla rivista musicale Rolling Stone scritto di suo pugno ed intitolato Columbine: Whose Fault Is It? (Columbine: Di chi è la colpa?) come risposta iniziale alle accuse. In quell'articolo affermava:
(Marilyn Manson, Columbine: Whose Fault Is It?)
Il 4 maggio 1999 fu condotta dalla Commissione del Senato USA su Commercio, Scienza e Trasporti un'udienza sulle pratiche di vendita e distribuzione di contenuti violenti ai minori da parte di televisione, musica, film e videogiochi. L'udienza fu presieduta dal senatore Brownback e comprendeva undici repubblicani e nove democratici, inclusi il senatore Orrin Hatch dello Utah e il senatore Lieberman. La commissione ascoltò testimonianze da osservatori culturali, professori e professionisti fisico-mentali, tra cui Bennett e l'Arcivescovo di Denver Reverendo Charles J. Chaput. I partecipanti criticarono la band, i Nine Inch Nails — sotto contratto presso la loro stessa etichetta discografica — e il film dei fratelli Wachowski Matrix, del 1999, per il loro presunto contributo alla creazione dell'ambiente che ha portato alla tragedia della Columbine. I senatori Brownback, Hatch e Lieberman conclusero chiedendo alla Federal Trade Commission e al Dipartimento di Giustizia degli Stati Uniti d'America di investigare sulle pratiche di marketing dell'industria dell'intrattenimento nei confronti dei minori.
Dopo la conclusione della branca europea e giapponese del tour, l'8 agosto 1999 la band si ritirò dalle scene. La primissima fase di creazione dell'album fu caratterizzata dalla reclusione del cantante nella sua casa di Hollywood per tre mesi. Manson trascorse questo periodo vacillando e riflettendo su «cosa avrei fatto e come avrei reagito». Ammise anche che il vortice mediatico lo fece riflettere sul fatto che fosse saggio o meno continuare la sua carriera ora che persino l'industria dell'intrattenimento gli aveva voltato le spalle. «Ero in trepidazione, mi chiedevo "Ne vale la pena? Le persone capiscono quello che sto tentando di dire? E sarò autorizzato a parlare?", perché da quando ogni singola porta mi è stata sbattuta in faccia [..] non ci sono molte persone al mio fianco»". Pochi giorni dopo, dichiarò all'Alternative Press che si sentiva minacciato e che c'era una« concreta possibilità che possano spararmi stile Mark David Chapman». Manson capì infine che per un artista controverso è poco prudente lasciare che i detrattori utilizzino il suo lavoro (e l'intrattenimento in generale) come un capro espiatorio, così decise di mettersi al lavoro e realizzare un nuovo album come contrattacco.

## Registrazione e produzione
Manson iniziò a scrivere materiale per l'album già nel 1995, prima ancora della pubblicazione di Antichrist Superstar avvenuto nel 1996. Allora, il materiale era composto solamente da «pezzi di idee che galleggiavano distrattamente qua e là». Durante la sua "reclusione", Manson trasformò la soffitta di casa sua in una "camera isolata di scrittura" dove prese in mano le sue idee e diede loro una forma. Alla fine dei tre mesi di solitudine di Manson, la band si imbarcò nel processo di produzione, che durò un anno e che servì a far passare il materiale alle successive fasi di scrittura e sviluppo. Durante questo periodo, ogni componente del gruppo sparì dalla circolazione e Manson annunciò che il loro sito ufficiale sarebbe stato «il mio unico contatto con l'umanità».
"Sono arrivato a quel punto nella mia carriera in cui volevo fare questo film e sto facendo questo nuovo album, nel quale esamino veramente la sofferenza e da dove arrivano le celebrità. Come tutto ciò riconduca alla religione, e le celebrità e Hollywood ne sono entrambe in relazione. E questo è molto americano."
Marilyn Manson
Questo album è quello per cui l'intero gruppo ha contribuito di più: tutti i membri hanno collaborato al processo di scrittura delle canzoni, facendo sì che «per la prima volta, Marilyn Manson suona come una band»". Gli sforzi maggiori furono di Twiggy Ramirez, John 5 e Marilyn Manson; in ogni caso, il tastierista Madonna Wayne Gacy fornì l'input per le canzoni President Dead e Cruci-Fiction in Space, mentre Ginger Fish si occupò di tutto il lavoro riguardante le percussioni. Manson disse che le sue sessioni di scrittura delle canzoni insieme a John 5 si basarono su un approccio molto ben focalizzato. Aggiunse che ci fu «raramente un'occasione» in cui le loro canzoni e idee non furono completate prima di presentarle al resto della band, che fu sempre entusiasta del materiale. Al contrario, le sue sessioni con Ramirez furono molto meno rigorose, dato che i due si concedevano assenzio spesso e volentieri. Durante la preparazione dell'album, la band scrisse «cento pezzi musicali e trasformò forse 25 o 30 di essi in canzoni». Infine, si tagliò il tutto per arrivare alle 19 tracce che hanno poi composto l'album finito.
Le registrazioni furono realizzate in diversi posti "non specificati", tra cui la Death Valley e il Mansion Studio di Rick Rubin, a Laurel Canyon. Questi luoghi furono scelti per l'atmosfera che la band aveva intenzione di dare alla musica. Il tecnico addetto al missaggio Dave Sardy fu incaricato di co-produrre l'album con Manson. Bon Harris, membro del gruppo EBM Nitzer Ebb, fu a sua volta coinvolto per aiutare in fase di programmazione e pre-produzione. Il 16 dicembre 1999 Marilyn Manson diffuse un comunicato in cui annunciava che l'album aveva il titolo di lavorazione In the Shadow of the Valley of Death ed era rappresentato dal simbolo alchemico del Mercurio.
Le numerose escursioni della band nella Death Valley servirono a «imprimere l'idea del deserto nelle menti [della band]», in modo da evitare di comporre canzoni che potessero sembrare "false" o artificiali. Molto tempo fu inoltre utilizzato per registrare materiale, composto perlopiù da registrazioni sperimentali e canzoni "acustiche", pensate per l'album e i suoi lati B . Le capacità di programmazione di Harris furono indispensabili per trasformare in nuovi elementi sonori dei suoni naturali che la band aveva registrato. Manson chiarì in seguito che le canzoni acustiche erano tali nel senso che «mancavano di elettricità, ma non mancavano di essenza». L'album era stato pensato per essere elettronico nella sua natura, anche se eseguito in maniera acustica registrando strumenti dal vivo invece di impiegare chitarre elettriche.
Inizialmente la band affittò il Mansion Studio come sala di registrazione per la comodità delle sue stanze molto ampie, ottime per registrare le percussioni. Manson spiegò che era qualcosa che non potevano portare a termine nello spazio limitato dello studio di registrazione di casa sua. In ogni caso, la band spese molto tempo in studio di registrazione a Laurel Canyon, perché l'ambiente era «molto ispiratore». Ramirez ricordò in seguito che quelle sessioni erano «tutte un po' confuse». Attribuì la sua carenza di ricordi a «molte emozioni diverse che correvano [tra noi]» e alle voci secondo cui quella casa, che un tempo appartenne all'escapologo Harry Houdini, fosse infestata. Gacy confermò queste parole, ma disse che lui spese la maggior parte del tempo tra computer e sintetizzatore «pasticciando con loop di numeri primi che si incontrano solamente ogni tre giorni e io controllavo che tipo di musica avrebbero fatto. Non sai mai cosa può succedere». Al contrario, Fish «lavorava ventiquattr'ore al giorno». Fu proprio qui che diede la maggior parte del suo contributo ai processi di registrazione.
Manson si concesse una breve pausa dalle registrazioni il 23 febbraio 2000 per una conferenza di 20 minuti via satellite al congresso di informazione alternativa DisinfoCon 2000. Sei giorni dopo, l'album fu definitivamente intitolato «Holy Wood (In the Shadow of the Valley of Death)». Dal 12 aprile 2000 la band arrivò alle fasi finali delle registrazioni e Manson pubblicò «un film muto che documenta il nostro ambiente per la vostra visione». Disse anche, nelle interviste precedenti l'uscita del disco, che l'album sarebbe stato «una matita molto appuntita» e che suona come «ciò che un fan di Marilyn Manson vuole».

### Il romanzo e il film
Le ambizioni iniziali di Manson per il progetto includevano anche una sceneggiatura originale con lo stesso titolo, che avrebbe dovuto esplorare la storia raccontata all'interno dell'album. Nel mese di luglio 1999, Manson parlò di trattative già avviate con la New Line Cinema per la produzione e distribuzione del film e della relativa colonna sonora. L'11 novembre 1999, agli MTV Europe Music Awards di Dublino dove la band si esibì, Manson rivelò a John Norris di MTV News il titolo del suo progetto cinematografico e le sue speranze affinché il progetto avesse potuto «entrare in produzione l'anno prossimo». Incontrò poi il regista d'avanguardia cileno Alejandro Jodorowsky durante l'evento per discutere a proposito della possibilità di lavorare insieme al lungometraggio, anche se alla fine non fu presa nessuna decisione. Il 29 febbraio 2000 il progetto decadde poiché Manson affermò che la New Line Cinema stava portando il film in una direzione che non avrebbe «conservato le sue visioni artistiche».
Dopo aver abbandonato l'idea di portare Holy Wood sul grande schermo, Manson decise di cambiare mezzi per il progetto e annunciò di voler pubblicare due libri per accompagnare l'album in uscita. Il primo era un «grafico e fantasmagorico» adattamento della sceneggiatura, che avrebbe dovuto essere pubblicato poco dopo l'uscita del disco da ReganBooks, divisione della più nota HarperCollins. Lo stile del romanzo fu ispirato da autori come William S. Burroughs, Kurt Vonnegut, Aldous Huxley e Philip K. Dick. Questo primo volume avrebbe poi dovuto essere seguito da una strenna contenente immagini create apposta per il progetto Holy Wood.
In un'intervista a Manson del dicembre 2000, Chuck Palahniuk menzionò il romanzo Holy Wood e si complimentò per il suo stile, aggiungendo che il volume sarebbe uscito «la prossima primavera». A giugno 2011 però, il libro non ha ancora visto la luce, a causa di problemi con la pubblicazione.

## Il disco
«'Holy Wood' — che poi non è altro che una grande iperbole dell'America — è un posto in cui un necrologio è solamente un altro titolo di giornale. Dove se tu muori e c'è abbastanza gente che ti guarda, allora diventi famoso.»
Marilyn Manson
L'album è organizzato come una "parabola" che si svolge in un luogo chiamato "Holy Wood", parodia leggermente velata dell'America moderna, che Manson ha descritto come «molto simile a Disney World [...] Ho pensato a quanto sarebbe stato interessante se avessimo creato un'intera città che è un grande parco divertimenti, e che le cose da cui saremmo stati divertiti sarebbero state violenza, sesso e tutto ciò che la gente vuole veramente vedere». Il suo antagonista letterario è "Death Valley", utilizzata come una «metafora per i reietti e gli emarginati del mondo».
Il personaggio centrale è lo sfortunato protagonista Adam Kadmon, una figura astratta e idealizzata, mutuata dalla Kabbalah (Adam Qadmon), in cui viene descritto come il "primo uomo" o, nelle simili filosofie del sufismo e dell'alevismo, l'"uomo perfetto o completo" — il vero archetipo dell'umanità. Adam intraprende un viaggio, similmente al protagonista di Così parlò Zarathustra del filosofo tedesco Friedrich Nietzsche, ma anche ai protagonisti della parabole bibliche, abbandonando Death Valley per approdare a Holy Wood. L'ingenuità idealistica lo spinge a tentare una rivolta sovversiva attraverso la musica.
Ben presto, Adam si disincanta, perché la sua rivoluzione viene assorbita dall'ideologia di Holy Wood basata su "armi, Dio e governo" e diventa parte della sua cultura di morte e fama in cui la venerazione delle celebrità, la violenza e i capri espiatori sono elevati a valori morali di una religione che affonda le sue radici nel martirio. In questa religione le celebrità morte sono venerate come santi e il Presidente John F. "Jack" Kennedy è idolatrato come l'Agnello di Dio trasfigurato e il Gesù dei giorni nostri.
Questa religione è chiamata "Celebritarianesimo" ed è deliberatamente parallela al Cristianesimo, poiché critica sia le rockstar morte e viste come martiri, sia la cultura della celebrità americana e il ruolo che la crocifissione di Gesù gioca come suo manifesto assoluto. Questo concetto venne esteso al Guns, God and Government Tour mondiale che supportò l'album; il logo del tour era composto da un fucile e due pistole, sistemati in modo da formare una croce.
Al di là della trama più evidente, Manson rivelò a Rolling Stone che la storia ha qualcosa di autobiografico e che «si può interpretare in vari modi, ma uno dei più semplici, è a proposito di un ragazzo che vuole diventare parte del mondo in cui non si sente adeguato, e l'amarezza e la rabbia diventano una rivoluzione dentro di lui, e ciò che succede è che quella rivoluzione diventa solo un altro prodotto. Quando se ne accorge è troppo tardi, la sua unica scelta è distruggere la cosa che ha creato, e cioè sé stesso».

### Tematiche
"[Holy Wood] non è necessariamente basato [interamente] sull'incidente della Columbine in sé, ma più sul motivo per cui ciò è accaduto. [... Parla] del modo in cui l'America spinge i suoi ragazzi a sentirsi come fossero indesiderati e già morti. Non hanno davvero nessun motivo per vivere, e [l'album] si occupa anche delle ripercussioni di quell'incidente."
Marilyn Manson
La violenza è l'argomento centrale del disco, che esplora questa tematica dando uno sguardo critico all'ossessione culturale americana per le armi da fuoco, la morte e la fama, e la sua ramificazione verso la tragedia della Columbine. In particolare, si focalizza su quelle che Manson vide come le cause scatenanti: la cultura delle armi, il Cristianesimo americano conservatore e i tradizionali valori familiari, che dissezionò per illustrare i più dannosi ruoli da essi giocati nella glorificazione e nell'accettazione della vendita all'ingrosso di violenza nella cultura del "mainstream" in contrasto con la musica, i film, i libri o i videogiochi. Nell'album, ci si riferisce a ciò con lo slogan "Guns, God and Government". Ci sono similitudini con il tumultuoso periodo culturale della Guerra Fredda dell'America degli anni sessanta e con gli anni novanta, e sono presenti anche molte allegorie su quel decennio e altri eventi e figure della storia del pop. La giornalista musicale Charlotte Robinson sottolineò una difficoltà nel valutare l'"efficacia narrativa" senza il libro e il film, affermando che «l'album non dice molto come storia, ma presenta invece variazioni sugli stessi temi» .
Durante l'intero processo di sviluppo dell'album, Manson si rifece all'eponimo album dei Beatles del 1968 (noto anche come The White Album, ovvero "l'album bianco") a causa del suo ruolo negli omicidi della Manson Family e dei parallelismi con la vicenda della Columbine. A proposito di quel disco, Marilyn Manson disse che «contiene molti messaggi sovversivi. Ciò che [i Beatles] intendevano e ciò che potrebbe essere stato frainteso da Charles Manson» e che, a suo avviso, era il primo episodio di accusa della musica per ispirare comportamenti violenti: «Trovare "Helter Skelter" [tratto da una canzone dei Beatles con lo stesso titolo] scritto col sangue sul muro di qualcuno, è un po' più incriminante di qualsiasi cosa per cui io sono stato accusato». In ogni caso, disse di apprezzarlo molto come disco «potente», diventato «molto ispiratore» per la concettualizzazione dell'album, e che "Holy Wood è un tributo a ciò che quel disco ha fatto nella storia".
Molti critici musicali hanno notato somiglianze tra la rivoluzione di Adam Kadmon contro Holy Wood e il comportamento violento e omicida di Charles Manson nei confronti dell'élite di Hollywood. Manson diede eco a queste affermazioni, descrivendo Holy Wood come «una dichiarazione di guerra. In un certo senso, sto dichiarando guerra agli Stati Uniti. Non a tutti, sto attaccando la superficialità dell'industria dell'intrattenimento, il loro autocompiacimento, il loro credere di non sbagliare mai, che sono sempre nel giusto, che sono il centro dell'universo. È un chiaro attacco all'industria dell'intrattenimento». In seguito, affermò che «da un lato [il disco] difende Hollywood, da un altro lato lo attacca per non essere stato abbastanza coraggiosa».
Gran parte del disco si focalizza sull'analisi del ruolo culturale di Gesù Cristo e sull'iconografia della sua crocifissione, vista come l'origine della celebrità. In parte, il disco valuta «la nostra relazione con Cristo, e come l'abbiamo fatta crescere esageratamente». Disse che se nel passato si trovò a criticare «tutto ciò che è sbagliato a proposito della religione», la combatté o semplicemente la ignorò, qui tenne un approccio differente, credendo alla storia di Cristo così com'è ed «evidenziando le cose a cui mi posso riferire». Ciò a cui scoprì di potersi riferire era Cristo come una figura rivoluzionaria — una persona che fu uccisa per avere opinioni pericolose di cui la gente aveva paura, e che alla fine è stata strumentalizzata e «commercializzata [dalla religione] così da poter appendere la sua immagine su un muro o indossarla come collana». Sottolineò inoltre che l'ironia delle «persone religiose che accusano l'intrattenimento di essere violento» sta nel fatto che la crocifissione è l'icona di violenza e sesso consumata che ha reso Gesù «la prima rockstar», e lo sfruttamento della sua fama come «prima celebrità» ha reso la religione la radice di ogni forma d'intrattenimento.
La morte di Cristo fu comparata al film di Abraham Zapruder sull'assassinio di John F. Kennedy, che Manson definì come «l'unica cosa successa in tempi moderni equivalente alla crocifissione». Avendo descritto sarcasticamente la pellicola in un articolo per Rolling Stone come «un bel film sulla generosità umana nel condividere la sua violenza col mondo in un modo così cinematografico», si sforzò molto di sottolineare nell'album la sua importanza culturale e «l'ironia di come chiunque possa lamentarsi della violenza nei film e nell'intrattenimento quando è stata mostrata nei notiziari. [...] E questa è la realtà». Spiegò di aver visto quel film molte volte da bambino, e che resta ancora la cosa più violenta che abbia mai visto nella sua vita. Confrontando Cristo e Kennedy, postulò:
(Marilyn Manson, Revelations of an Alien-Messiah)
Analizzò poi il ruolo di Cristo e Kennedy, insieme a quello di John Lennon, come icone assassinate che l'album utilizza come sua replica più aspra contro i detrattori della band, gettando il riflettore sul fenomeno universale della trasformazione delle persone venerate dai media in martiri mediatici, trasformando la loro morte in uno spettacolo da dare in pasto alla fame americana di violenza, tragedia e celebrità. Manson affermò «vi chiedete come avrebbero potuto essere le troupe televisive ai tempi della crocifissione di Cristo» e collegò queste osservazioni alla vicenda della Columbine durante un'intervista a O'Reilly Factor, in cui il conduttore Bill O'Reilly affermò che «ragazzi disturbati» che non sono educati correttamente dai genitori, possono fraintendere le parole di alcune sue canzoni e pensare "quando sarò morto, tutti sapranno chi sono".
Questi ragazzi sono finiti sulla copertina del TIME [due volte], i media [e il pubblico americano] hanno dato loro esattamente ciò che volevano. È per questo che non ho mai fatto interviste quando sono stato accusato di ciò, non volevo contribuire a qualcosa che trovo riprovevole.»
(Marilyn Manson, Intervista a O'Reilly Factor del 28 agosto 2001)
Nonostante la moltitudine di riferimenti e tematiche appassionate a proposito delle tre icone, Manson fu riluttante nel disegnare confronti tra loro e lui stesso, poiché disse che a quel punto sarebbe stato troppo pretenzioso. Affermò invece «ciò che ho trovato sono parallelismi tra le loro storie e la mia, e ho cercato di imparare dai loro errori e da ciò che hanno tentato di fare [...] Capisci che non puoi cambiare il mondo e puoi solo cambiare te stesso, e credo sia questo ciò che [loro] hanno scoperto». Aggiunse in seguito «per me bisogna imparare da questo e cercare di spezzare l'evoluzione umana [dal momento che] è nella natura dell'uomo essere violenti».

## Le canzoni
"L'intrattenimento per adulti sta uccidendo i nostri bambini? Oppure uccidere i nostri bambini intrattiene gli adulti?"
Frase d'introduzione sul sito ufficiale della band durante l'era Holy Wood
Durante le interviste precedenti la pubblicazione del disco, Manson affermò che Holy Wood (In the Shadow of the Valley of Death) avrebbe dovuto essere «il White Album industriale [...] nel senso che è molto sperimentale. Ho suonato molte tastiere, ci siamo scambiati i ruoli, scritto in mezzo al deserto [...] è sperimentale e quando penso sperimentale penso al White Album». L'album dei Rolling Stones del 1969 Let It Bleed è diventato un'altra fonte di ispirazione musicale e testuale, in parte a causa della sua connessione con la tragedia dell'Altamont Free Concert. A seguito di ciò, Manson sottolineò nelle sue interviste che Let It Bleed fu scritto nella stessa casa in cui lui scrisse Holy Wood.
Manson disse che l'album era «arrogante in senso art rock» e che risultò essere «molto più duro di quanto chiunque possa immaginare. È certamente l'album più duro che abbiamo mai fatto. Deve esserci per completare la trilogia». La maggior parte delle canzoni contiene tre o quattro parti, similmente all'art rock, a seguito del modo in cui la storia è raccontata. Nonostante ciò, la band fu molto attenta ad evitare di essere "autoindulgente". Manson sostenne che «piacerà e intratterrà. L'art rock è autoindulgente solo se ti annoia. Se fai una compilation di tre CD imbrattata di nonsense, quella, a mio avviso, è autoindulgenza». Secondo la rivista musicale CMJ New Music Monthly, le canzoni sono «arrabbiate e complesse». Rolling Stone disse che «in certe canzoni come 'Target Audience', 'Disposable Teens' e 'Cruci-Fiction in Space', [la band] smantella l'ottimo sound glam di Mechanical Animals in favore del più brutale e stridente industrial-goth dei suoi primi [due] album».
Similmente ad Antichrist Superstar, Holy Wood utilizza una struttura di composizione a "cicli", che divide il disco in quattro atti — A: In the Shadow, D: The Androgyne, A: Of Red Earth, M: The Fallen — per formare la struttura e il profilo della storia di Kadmon. In linea con lo stile compositivo dei loro due album precedenti, la storia è articolata in una progressione di metafore ed allusioni nate dal pensiero di Manson. Ad esempio, il titolo dell'album non è solamente un riferimento a Hollywood ma anche all'«albero della conoscenza da cui Adam prese il primo frutto quando fu cacciato dal Paradiso, il legno con cui Cristo fu crocifisso, il legno di cui era fatto il fucile di [Lee Harvey] Oswald e il legno di cui molte bare sono fatte».
«GodEatGod» vede Adam «in contemplazione delle cose di Death Valley». The Love Song è stata scritta come un inno per il Celebritarianesimo, la religione di Holy Wood". Il concetto proviene dall'idea che «The Love Song» è uno dei titoli più comuni nella musica e, usando la metafore delle armi, «ho suggerito con il testo che il padre è la mano, la madre il fucile e i bambini sono i proiettili. Dove spararli è responsabilità vostra come genitori». Il ritornello è un estratto retorico preso da un adesivo americano per camion, il quale chiedeva «Ami il tuo Dio, le armi, il governo?».
La rivista musicale inglese Kerrang! descrisse The Fight Song come un «inno punk da parco giochi». Manson affermò che il tema dietro la canzone è il desiderio di Adam di diventare parte di Holy Wood, e che la traccia era intrinsecamente autobiografica. In senso lato, è a proposito di «una persona che ha passato tutta la sua vita pensando che l'erba è più verde dall'altra parte, ma quando finalmente [ci arriva], scopre che è peggio del luogo da cui è venuto». La frase «The death of one is a tragedy, the death of millions is just a statistic» ("La morte di uno è una tragedia, la morte di milioni [di persone] è solo una statistica") è relativa al poco valore che i media danno a «migliaia di altre persone che muoiono quando fanno "un così grande affare quando una persona muore in maniera drammatica, e allora per qualche motivo la loro morte [diventa] più rilevante».
Disposable Teens è «una canzone di Marilyn Manson firmata». Il suo rimbalzante riff di chitarra e il suo staccato teutonico affondano le loro radici nella canzone Rock and Roll, Pt. 2 del glam rocker Gary Glitter, condannato di pedofilia. Il testo affronta la privazione dei giovani dei loro diritti, «in particolare quelli che sono [cresciuti] sentendosi come incidenti», con l'idealismo rivoluzionario della generazione dei loro genitori. L'influenza dei Beatles è cruciale in questa canzone. Il ritornello fa eco alla disillusione del quartetto di Liverpool con il movimento controculturale nelle prime linee della canzone Revolution 1 del loro White Album. Qui il sentimento è stato riadattato a un grido di guerra per «giovani usa e getta» contro i difetti di «questa cosiddetta generazione di rivoluzionari», che la canzone accusa: «You said you wanted evolution, the ape was a great big hit. You say want a revolution, man, and I say that you're full of shit» («Dicevate di volere l'evoluzione, la scimmia è stata un gran successo. Dici che vuoi una rivoluzione uomo, e io dico che sei pieno di merda»). Manson parlò di «Target Audience (Narcissus Narcosis)» come la sua canzone preferita del disco e che, a suo avviso, è relativa al desiderio di autorealizzazione che ogni persona ha.
Prendendo in prestito un riff dal gruppo alternative rock inglese dei Radiohead, President Dead è una canzone basata sulla chitarra che mette bene in mostra le capacità tecniche di John 5. La canzone si apre con una campionatura di Don Gardiner dell'ABC News Radio diffusa dopo la morte di John F. Kennedy, che è il soggetto cardine della traccia. La traccia masterizzata definitivamente sull'album dura 3 minuti e 13 secondi — riferimento numerologico al frame 313 del film di Zapruder, che è il punto esatto in cui il cranio di Kennedy esplode a causa del proiettile sparato dal fucile Carcano M91/38 di Lee Harvey Oswald, e il punto in cui JFK assume il suo ruolo di martire mediatico americano «perché il valore di produzione del suo assassinio era così magnifico, la resa cinematografica è così bella». In the Shadow of the Valley of Death è una canzone introspettiva in cui Adam è al suo massimo punto di vulnerabilità emozionale e «quasi al punto di arrendersi». Cruci-Fiction in Space approfondisce l'assassinio di Kennedy e arriva alla conclusione che gli esseri umani si sono semplicemente evoluti dall'essere scimmie all'essere uomini e, infine, fucili. A Place in the Dirt è un'altra canzone personale caratterizzata dalla riflessione di Adam e dall'autoanalisi del suo posto a Holy Wood.
The Nobodies è un triste ed elegiaco canto funebre che inizia con percussioni sintetizzate e clavicembalo. Il verso «Today I'm dirty and I want to be pretty, tomorrow I know I'm just dirt» («Oggi sono sporco e voglio essere carino, domani, lo so, sarò solo sporcizia») è cantato in stile Iggy Pop, e porta in un ritornello pieno d'adrenalina che urla «We are the nobodies, [we] wanna be somebodies, when [we're] dead they'll know just who we are» («Siamo i nessuno, vogliamo essere qualcuno, quando saremo morti sapranno chi siamo»). La rivista CMJ disse che la canzone avrebbe potuto essere interpretata da qualcuno come un tributo ai responsabili della vicenda della Columbine, ma il suo scopo non è quello di glorificare la violenza, ma di dipingere una società inzuppata nel sangue dei bambini. The Death Song è il punto di svolta per Adam, quando non pensa più. Manson descrisse il pezzo definendolo molto sarcastico e nichilista: «è come dire 'Non abbiamo futuro e non ce ne frega un cazzo' ». Kerrang! la descrisse come una delle canzoni più "forti" di tutto l'album.
In Lamb of God Manson utilizza gli esempi degli assassinii di Gesù Cristo, JFK e John Lennon per criticare i suoi accusatori, illustrando la loro attitudine a trasformare persone morte in martiri e superstar e per trasformare tragedie in spettacoli televisivi. Il bridge parafrasa il ritornello di Across the Universe. Manson disse in seguito che anche se John Lennon cantava "niente cambierà il mio mondo", «[l'assassino di Lennon] Mark David Chapman arrivò e dimostrò che si sbagliava di grosso. Era qualcosa che cresceva, che era molto triste e tragica per me — una canzone in cui mi sono sempre rispecchiato». Burning Flag è un'altra canzone heavy metal che richiama il suono della band industrial metal americana dei Ministry.
Fu realizzata anche una reinterpretazione del brano Working Class Hero di Lennon tra l'apparizione della band ai Kerrang! Awards del 30 agosto e il 14 novembre 2000, data d'uscita dell'album. Descrivendo l'idealismo e l'influenza che Lennon ebbe su di lui, Manson dise che «alcuni sentimenti comunisti di Lennon nella sua musica e, successivamente, nella sua vita, furono molto pericolosi. Penso sia morto a causa di quello. Non credo che la sua morte sia stata una sorta d'incidente. A parte quello, penso sia uno dei miei cantautori preferiti di tutti i tempi».

## Promozione
La promozione per l'allora nascente album fu portata avanti attraverso il sito della band. Dopo aver annunciato che quello sarebbe stato il suo unico modo di restare in contatto col resto del mondo, Manson pubblicò frequenti aggiornamenti in modo da generare interesse e anticipazioni tra i fan.
La promozione iniziò molto presto, il 9 giugno 1999, con un aggiornamento in cui Manson diceva di essere stato occupato a scrivere materiale per un nuovo album, insieme ad una sceneggiatura originale. Il 16 dicembre 1999 postò un video di quattro minuti, accompagnato da un indirizzo scritto, che anticipava i temi del nuovo album e includeva estratti della band intenta ad eseguire due nuove canzoni in studio. Il primo spezzone era una canzone rock che divenne poi il singolo Disposable Teens, mentre il secondo estratto era una reinterpretazione ruvida della ballata Little Child (conosciuta anche come Mommy Dear), cantata originariamente da Constance Towers nel film neo-noir The Naked Kiss di Samuel Fuller, datato 1964. Descrisse inoltre il nascente album come «la più violenta e bella creazione che abbiamo mai partorito. Questa è una colonna sonora per un mondo che stanno vendendo a dei ragazzi e che sarà poi distrutto da loro. Ma forse è proprio ciò che merita». Una versione acustica di Sick City dall'album Lie: The Love and Terror Cult di Charles Manson del 1970 fu pubblicata il 14 febbraio 2000 come «un regalo di San Valentino improvvisato ai fan». In ogni caso, la canzone non era pensata per essere inclusa né nell'album in arrivo, né nel film Holy Wood.
Il 12 aprile 2000 Manson scrisse dallo studio che stavano terminando le ultime fasi della registrazione, e incluse il download di film muto che documentava il processo. Questo fu seguito il 9 agosto 2000 dalla copertina del romanzo Holy Wood e da una immagine sonora di The Love Song il giorno seguente.
Il 25 agosto 2000 distribuì tre tracce — Burning Flag, Cruci-Fiction in Space e The Love Song — in download digitale dal loro sito ufficiale. Poi, la band si spostò nel Regno Unito per eseguire Disposable Teens il 12 ottobre 2000 a Top of the Pops su BBC One. Verso la fine del mese, il 27 ottobre 2000, la band iniziò il Guns, God and Governemt Tour mondiale. Estratti video e fotografie dallo show d'inaugurazione al Minneapolis Orpheum Theatre e al Milwaukee Eagles Ballroom furono pubblicate sul sito della band il 2 novembre 2000, e includevano le performance di Disposable Teens e The Fight Song.
Il 1º novembre 2000, la divisione inglese della Nothing/Interscope lanciò un concorso che durò fino al 13 novembre 2000, per promuovere sia l'uscita dell'album che il lancio della versione inglese del sito ufficiale della band. Il concorso invitava i fan a visitare il sito ogni giorno per trovare tracce nascoste che portavano a un messaggio annesso all'album. I fan che riuscirono a risolvere l'enigma ricevettero un download esclusivo e furono inseriti in un'estrazione per vincere un viaggio di una settimana a Hollywood, durante il quale avrebbero incontrato Manson in persona.
Più avanti, a metà 2001, la Universal Music Group fu criticata per aver diffuso spot che promuovevano l'album nel programma di MTV Total Request Live. Manson disse di avere il sospetto che il senatore Joseph Lieberman, allora candidato alla vice-presidenza per i Democratici, avesse qualcosa a che fare con la vicenda. Ai tempi infatti, il senatore aveva appena presentato un disegno di legge al Congresso degli Stati Uniti d'America chiamato "The Media Marketing Accountability Act", che voleva imporre penali al pari di crimini contro l'industria dell'intrattenimento che distribuisse materiale violento e sessualmente esplicito a minori. La proposta di legge derivava dalla pubblicazione della Federal Trade Commission che Lieberman, insieme ai senatori Brownback e Hatch, richiesero all'allora Presidente degli Stati Uniti d'America Bill Clinton il 4 maggio 1999 come Commissione del Senato USA su Commercio, Scienza e Trasporti, riguardante le modalità di vendita ai minori da parte dell'industria dell'intrattenimento.

## Distribuzione
"Questa è la parte finale di una trilogia iniziata con Antichrist Superstar. Il personaggio di Omēga [presente in Mechanical Animals] è stato eliminato, poiché era uno stratagemma per attirare i frequentatori di centri commerciali nella rete di distruzione che ho sempre pianificato fin dall'inizio."
Marilyn Manson
Il 29 febbraio 2000, Manson confermò che l'album era sulla strada giusta per essere commercializzato entro la «fine del 2000». Il 2 agosto, il cantante annunciò attraverso il sito ufficiale che la pubblicazione era stata pianificata per il 24 ottobre sotto etichetta Nothing/Interscope. L'annuncio fu accompagnato da una prima bozza della lista tracce, elencate disordinatamente. La settimana successiva, iniziarono ad apparire sul sito delle anteprime settimanali sulle nuove canzoni e sull'artwork, così che i fan potessero «vederlo e sentirlo prima che qualcuno lo possa averlo inappropriatamente e senza il nostro permesso». Manson parlò anche del suo desiderio che il sito potesse «essere un posto dove i veri fan possono trovare quello che stanno cercando invece di doverlo cercare con metodi inappropriati». Il 25 agosto 2000 fu pubblicata la lista canzoni definitiva del nuovo album.
Il 18 settembre 2000, Manson chiarì in un video di nove minuti postato sul sito ufficiale, che l'uscita statunitense dell'album era stata posticipata alla data finale del 14 novembre. Confermò anche che il primo singolo estratto dall'album sarebbe stato Disposable Teens. Divenne poi noto che il posticipo della data di pubblicazione fu necessario per affinare il disco durante la fase finale di missaggio. Nel Regno Unito, l'album fu pubblicato il 13 novembre 2000.
La sera del 14 novembre 2000 Manson, Ramirez e John 5 si presero una breve pausa dal tour per celebrare il lancio del nuovo album con una breve esibizione acustica al night club Saci di New York. I biglietti per l'evento furono distribuiti attraverso concorsi radiofonici, attraverso il sito della band e ai primi cento che comprarono l'album al negozio Tower Records di New York, a Broadway Avenue. L'esibizione comprese quattro canzoni tra cui le reinterpretazioni di Working Class Hero di John Lennon e di Suicide Is Painless di Johnny Mandel, sigla della serie televisiva M*A*S*H. Manson disse che quest'ultima canzone era «molto più deprimente di qualsiasi altra cosa possa aver scritto io». Il giorno dopo, presenziò a Total Request Live su MTV in un segmento intitolato Mothers Against Marilyn Manson (Le madri contro Marilyn Manson). La band suonò poi il primo singolo alla festa di MTV per il nuovo anno, insieme ad una reinterpretazione di Surrender dei Cheap Trick, e ancora l'8 gennaio 2001 agli American Music Award del 2001.

### Singoli
Tre singoli furono estratti dall'album, i primi due in tre diverse versioni ciascuno. Il primo singolo, Disposable Teens, debuttò con il relativo videoclip diretto da Samuel Bayer a Total Request Live il 25 ottobre 2000 per trainare le vendite dell'album in arrivo. Le settimane seguenti, il singolo fu stampato e distribuito attraverso due EP diversi. La prima versione, intitolata Disposable Teens, Pt.1, fu pubblicata nel Regno Unito il 6 novembre 2000 e contiene la reinterpretazione di Working Class Hero. La seconda versione, intitolata Disposable Teens, Pt.2 fu invece pubblicata il 14 novembre seguente e contiene la reinterpretazione di Five to One dei Doors. Questa versione fu pubblicata anche in formato vinile da 12".
Il secondo singolo, The Fight Song, fu pubblicato a sua volta in tre versioni differenti. La prima, intitolata The Fight Song, Pt.1 fu pubblicata il 19 gennaio 2001 nel Regno Unito e il 29 gennaio negli Stati Uniti. The Fight Song Pt.1 fu commercializzato anche come vinile da 12" il 12 febbraio nel Regno Unito. Entrambe le versioni contengono un remix a opera di Joey Jordison della band heavy metal degli Slipknot. La seconda versione, intitolata The Fight Song, Pt.2, fu pubblicata il 2 febbraio 2001 negli Stati Uniti e il 6 marzo successivo nel Regno Unito. Il videoclip fu diretto da W.I.Z. e generò qualche controversia a causa della sua violenta rappresentazione di una partita di football americano tra rappresentanti del movimento gotico e atleti, binomio che da alcuni fu interpretato come un "richiamo" alla vicenda della Columbine. Manson mise a tacere queste affermazioni, dicendo «Le persone vogliono [ficcarci dentro] ciò [...] che le aiuta a vendere giornali o [...] scrivere titoli», aggiungendo che «la critica è il mio lavoro».
Già il 10 febbraio 2001 Manson annunciò che The Nobodies sarebbe stato il terzo singolo estratto dall'album. Il relativo videoclip musicale fu diretto da Paul Fedor e presentato in anteprima su MTV nel mese di giugno 2001. Originariamente, Manson si disse interessato a girare il videoclip in Russia «perché l'atmosfera, la desolazione, la freddezza e l'architettura calzerebbero a pennello con la canzone». Un altro progetto iniziale prevedeva il coinvolgimento della serie televisiva Jackass di MTV, data l'inclusione del brano nella colonna sonora dello show. In ogni caso, l'idea fu abbandonata dopo che lo show attirò su di sé le critiche negative del senatore Joseph Lieberman. Il terzo singolo fu distribuito in formato fisico negli Stati Uniti d'America quattro mesi più avanti, il 6 ottobre 2001. Una versione remixata del brano appare nel film La vera storia di Jack lo squartatore - From Hell del 2001, con Johnny Depp.

### Copertina e confezione
L'artwork dell'album è stato concepito da P.R. Brown e Marilyn Manson. Manson iniziò a concettualizzarlo già quando cominciò a scrivere le canzoni del disco, e sia Brown che Manson lavorarono in tandem per realizzare le grafiche appena decisero che «piuttosto che far fare il lavoro a un fotografo o a un outsider, impareremo a farlo noi stessi». Contiene molti elementi dell'alchimia e dei tarocchi.
L'album utilizza il simbolo del pianeta Mercurio come logo identificativo, utilizzato comunemente nell'alchimia. Spiegando la sua relazione con i concetti dell'album, Manson disse che «rappresenta sia l'androgino che la prima materia, che è associata ad Adam, il primo uomo».
Manson commissionò anche un set di quattordici carte dei tarocchi del gruppo degli Arcani maggiori ridisegnate, basate sul mazzo di Rider-Waite. Spiegò che il suo interesse verso i tarocchi era più fondato sulla sua attrazione verso il loro simbolismo che non sull'idea della divinazione. Le carte dipingono ogni componente della band in un immaginario surreale. Ognuna di esse è stata reinterpretata per riflettere l'iconografia di Holy Wood. Ad esempio, l'Imperatore è mostrato con gambe protesiche e con un fucile, seduto su una sedia a rotelle di fronte a una bandiera americana, il Matto è rappresentato mentre cammina giù da un dirupo con immagini confuse di Jacqueline Kennedy Onassis e un poster promozionale di JFK sullo sfondo, mentre la Giustizia ha sulla sua bilancia una Bibbia e un cervello. Il libretto dell'album contiene nove di queste carte: Il Bagatto, Il Diavolo, L'Imperatore, L'Eremita, Il Matto, La Giustizia, La Papessa, La Morte e Il Papa. Le carte rimaste escluse sono La Stella, Il Mondo, La Torre e L'Appeso.
La copertina di Holy Wood ritrae Manson come un Cristo crocifisso, con la mandibola assente in segno di critica sia verso la censura, sia verso l'ossessione dell'America per i martiri mediatici. Si tratta di una versione "tagliata" della carta dell'Appeso. Il tipo di carattere utilizzato per le scritte è lo stesso utilizzato nel 1960 per il logo di Disney World. Manson motivò la sua scelta per la copertina dicendo «Penso sia più offensivo per i cristiani che io dica 'Credo nella storia di Cristo e mi piacciono le immagini che voi presentate, ma per motivi diversi dai vostri'. Ho dato loro la mia personale interpretazione, che è più offensiva di 'Antichrist Superstar', e la svaluta completamente. Convertirò un branco di ragazzi nella Cristianità alla mia personale, malata e bizzarra maniera».
La copertina generò controversie al momento dell'uscita e fu necessario aggiungere uno slipcase in cartoncino con un'immagine diversa a causa del rifiuto di alcuni rivenditori di esporre l'album con la copertina originale. Un pastore di Memphis, in Tennessee, minacciò addirittura di iniziare uno sciopero della fame se il disco non fosse stato rimosso dagli scaffali. Manson descrisse le loro azioni come tentativi di censura e affermò «la cosa ironica è che il mio scopo con la foto sull'album era quello di mostrare alle persone che la crocifissione di Cristo è, effettivamente, un'immagine violenta. La mia mascella manca come simbolo di questa vera e propria forma di censura. Ma questo non mi fotte tanto quanto invece mi soddisfa, perché quelli offesi dalla copertina del mio album hanno confermato con successo la mia teoria». Per questo motivo, il sito Gigwise.com inserì la copertina di Holy Wood al 16º posto nella loro classifica delle «50 copertine di album più controverse di tutti i tempi!».

### Formati
Holy Wood (In the Shadow of the Valley of Death) è stato commercializzato in tre formati fisici. La custodia CD standard contiene un solo disco interattivo, un particolare libretto pieghevole e uno "slipcase" esterno in cartoncino. La versione limitata del Regno Unito contiene come bonus track la versione acustica di The Nobodies mentre la versione limitata giapponese contiene la bonus track inglese e anche una versione live del brano Mechanical Animals. Universal Music Japan distribuì una versione originale rimasterizzata del disco il 3 dicembre 2008 in Super High Material CD, e una versione limitata celebrativa nel 2010 per il decimo compleanno dell'album. La versione LP in vinile fu stampata su due dischi neri, contenuti in una custodia pieghevole in cartoncino. La versione in musicassetta contiene una sola cassetta, un libretto pieghevole e uno "slipcase" esterno in cartoncino. Il portale Amazon.com ha anche in catalogo una versione digitale dell'album in formato MP3 dal 14 novembre 2000.

## Accoglienza

### Critica
| Recensione             | Giudizio                  |
| ---------------------- | ------------------------- |
| allMusic               | [ 110 ]                   |
| Billboard              | (85/100)                  |
| Robert Christgau       | Template:Rating-Christgau |
| Drowned in Sound       | (10/10)                   |
| Entertainment Weekly   | (B)                       |
| LA Weekly              | [ 111 ]                   |
| Los Angeles Times      | [ 115 ]                   |
| PopMatters             | Positivo                  |
| Q Magazine             | [ 111 ]                   |
| Rolling Stone          | [ 116 ]                   |
| Metacritic (aggregata) | 72/100                    |

Holy Wood ricevette pareri positivi dalla maggior parte dei critici musicali. A Metacritic, che assegna un punteggio standard fino a cento punti in base a recensioni di famosi critici, l'album ha ricevuto un punteggio medio di 72 punti su 14 recensioni, che indica «recensioni generalmente favorevoli». Katherine Turman di Amazon disse canzonatoria che «l'impatto del piano musicale sovversivo di Marilyn Manson è pallido, e ciò che resta è un artista provocatorio e talentuoso che scrive canzoni toccanti, potenti e, sì, controverse [...] 'Holy Wood' è una dichiarazione musicalmente varia e potente, intelligente, dinamica e dalle mille facce, con infinito charme che risulta evidente all'ascoltatore sintonizzato». Stephen Thomas Erlewine di allMusic lo elogiò come «l'album definitivo di Marilyn Manson, dato che è melodioso E abrasivo». Si complimentò con la band specificamente per aver «dimostrato [come] mescolare l'ombreggiatura sonora sottile e delicata di 'Mechanical Animals' con il minaccioso metallicismo neo-industriale di 'Antichrist [Superstar]' » e disse che «la maggior parte del suo charme sta nell'attenzione meticolosa e perfetta di Manson per i dettagli [...] c'è molto impegno, 'Holy Wood' risulta essere un album più forte e consistente di qualsiasi altro suo lavoro. Se c'è un problema, è che lo shock rock di Manson sembra un po' antiquato nel 2000 [... Comunque,] è per merito di Warner [il frontman dei Marilyn Manson] come artista che 'Holy Wood' funziona in ogni caso».
Barry Walters di Rolling Stone disse «la band fa vero rock: è un solco malefico che rimpolpa le lamentele usuali del frontman con un'esilarante spavalderia che è l'essenza del rock and roll». LA Weekly fu similmente impressionato, e sottolineò che «quasi tutte [le canzoni] contengono un cambio di accordi a scoppio ritardato o un'overdose testuale o un bridge che fa saltare il cervello, e saranno terrorizzanti in concerto». Christopher Scapelliti, editore di Revolver, fu invece più impressionato dalla serietà del disco, e affermò che «per tutta la durata delle melodie temperate e del pandemonio ubriaco di 'Holy Wood', ciò che salta fuori più forte non è la musica, ma il senso di sofferenza espresso nei testi di Manson. Come la Plastic Ono Band, essenziale debutto di John Lennon da solista, 'Holy Wood' urla con una furia primitiva che è evidente anche nei momenti più tranquilli». Secondo Billboard, l'album dimostra che Manson era «uno dei più dotati cantanti rock al giorno d'oggi».
Altri critici trovarono difetti nell'album. Drowned in Sound, che assegna un punteggio massimo di dieci punti, diede all'album il punteggio massimo, precisando però che «ci sono alcune critiche che si possono rivolgere al modo di fare di Marilyn Manson: troppa solita roba, troppe posizioni filosofiche, troppi slogan. In ogni caso, ciò di cui tutto questo ha bisogno per arrivare alla perfezione è qualche minuto ritagliato dal tempo di durata [del disco ... e] dal punto di vista dei testi, dice effettivamente cose intelligenti una volta per tutte e musicalmente ha molte più variazioni e possibilità di tutti i Limp Bizkit del mondo». PopMatters confermò e aggiunse che «la pecca centrale di 'Holy Wood' è che la potenza del suo messaggio, importante e provocatorio, è annacquato dalle sue pretese artistiche. Se 'Holy Wood' è spesso toccante, sarebbe stato un album migliore se fosse stato più corto e avesse affrontato il suo tema cardine direttamente, invece di farlo velatamente attraverso la forma del 'concept album' ». Robert Hilburn del Los Angeles Times fu deluso dal fatto che Holy Wood non fu all'altezza della «promessa di 'Mechanical Animals' ». In netto contrasto con Erlewine, vide l'unione degli stili musicali di Antichrist Superstar e Mechanical Animals come una confusione della band su «dove cambiare [musicalmente], come se non fossero sicuri di quale sia la giusta mossa commerciale in un mondo rock in cui la fanno da padrone i Limp Bizkit ed Eminem». Concluse dicendo che «questa è musica che suona accettabile in radio, ma si sbriciola sotto esame».
Joshua Klein di The A.V. Club, d'altro canto, si disse completamente non convinto del disco e sottolineò che «questa sorta di agit-prop è del tutto prevedibile, e Manson sarebbe riuscito a creare shock con le sue buffonate solo se il cantante avesse effettivamente dimostrato un qualsiasi potere sui suoi seguaci. Qui sembra in trance provocata dai suoi stessi poteri, il che potrebbe essere il motivo per cui la sua oscura visione del mondo appare infondata persino se offre ganci appuntiti per cui altri ucciderebbero».

### Vendite
Dal momento che le prime critiche nei confronti di Holy Wood furono meno positive di quelle mosse nei confronti dell'album precedente della band, Mechanical Animals, molti critici e rivenditori si chiesero se la band era ancora in grado di ricevere interesse nella scena musicale dei primi anni duemila. Le proiezioni di vendita di Best Buy nel 2000 dicevano che l'album avrebbe venduto circa 150 000 copie negli Stati Uniti durante la prima settimana di presenza nei negozi, quindi meno delle 223 000 copie vendute da Mechanical Animals nella sua prima settimana. Negli Stati Uniti, l'album debuttò alla posizione numero 13 della Billboard 200 con 117 000 copie vendute durante la prima settimana, rivelandosi inizialmente un fallimento commerciale. Performance deludenti continuarono a perseguitare l'album, tanto che nella seconda settimana perse ben 47 posizioni e riuscì a malapena a restare in Top 60, piazzandosi al 60º posto. La caduta libera dell'album si ridimensionò dalla terza settimana, in cui era al 76º posto, ma continuò inesorabilmente, e la quarta settimana uscì dalla Top 100 piazzandosi al 101º posto. L'album terminò l'anno 2000 al 133º posto, con la conseguente uscita dalla Top 130.
Nella prima settimana del 2001, Holy Wood rimase nella Top 140 dopo aver perso altre sette posizioni. In ogni caso, la seconda settimana del 2001 l'album riuscì a risalire di 47 posizioni, tornando nella Top 100 e posizionandosi al 93º posto nella settimana dal 13 al 23 gennaio. Non ci rimase però molto a lungo: la settimana successiva ricadde al 113º posto. Da allora, il disco perse 17 posizioni prima, altre 13 dopo, e infine altre 27, andando a finire alla posizione numero 170. Alla dodicesima settimana di presenza in classifica, il disco si trovava in 182ª posizione, che fu seguita la settimana successiva dalla 195ª posizione, quella più bassa prima di uscire definitivamente dalla classifica il 3 marzo 2001.
In totale, l'album rimase in classifica solamente per 13 settimane consecutive, diventando il disco della band con meno settimane consecutive in classifica e restando tale fino all'uscita di The High End of Low nel 2009. Fu anche completamente messo in ombra dai suoi dischi "fratelli" Antichrist Superstar e Mechanical Animals, che restarono in classifica rispettivamente per 52 e 33 settimane consecutive. Le vendite dell'album non furono rosee, e pertanto ci vollero ben tre anni prima di ricevere il disco d'oro dalla RIAA nel marzo 2003 per aver venduto 500 000 copie negli Stati Uniti. Nel Regno Unito l'album raggiunse come massima posizione in classifica il 23º posto. Nonostante tutto ciò, al 2011 l'album ha venduto oltre 9 milioni di copie in tutto il mondo, e risulta essere uno dei lavori più di successo tra tutti quelli realizzati dalla band.
Diciassette mesi dopo l'uscita di Holy Wood (In the Shadow of the Valley of Death), Manson commentò le deludenti vendite statunitensi del disco. Attribuì l'insuccesso commerciale al clima musicale del momento, ma sostenne che non andò neanche male in confronto ad altri album rock contemporanei. Affermò inoltre che le vendite della band in territorio statunitense solitamente vanno da uno a due milioni di copie, «e se vendo meno di quello non penso sia un disastro tanto quanto se invece fossi abituato a vendere sette o otto milioni di dischi e poi andare avanti a venderne solo mezzo milione. Quindi non c'è nessuna delusione per me».

### Premi
Nel 2001 Kerrang! premiò Holy Wood come "Miglior Album" dell'anno ai Kerrang! Awards. Durante la cerimonia, al Royal Lancaster Hotel di Londra, Manson commentò beffardo «[non c'è] niente di meglio di una bella sparatoria scolastica per ispirare un disco» quando ritirò il premio.
Kerrang! inserì Holy Wood al nono posto nella loro classifica dei migliori album dell'anno 2000. La rivista britannica NME inserì l'album al 34º posto nella classifica dei 50 migliori album del 2000, nella serie "Un decennio in musica", definendolo «Un concentrato di slogan per chi non ha diritti, che tormenta addirittura l'Estrema destra americana per la sua validità». Il disco si posizionò 30º nella Top 50 della critica e 9º secondo il sondaggio del popolo della rivista musicale tedesca Musik Express/Sounds sugli album del 2000. L'edizione francese della rivista inglese Rock Sound piazzò Holy Wood al 15º posto in Le choix de la rédaction ("La scelta della redazione") e al 5º posto in Le choix des lecteurs («La scelta dei lettori») della loro Choix des critiques ("Scelta della critica") per gli album dell'anno 2000. Anche la rivista inglese Record Collector inserì l'album tra i migliori del 2000.

### Eredità
Il 10 novembre 2010, Kerrang! ha pubblicato un articolo commemorativo sull'album per i dieci anni dall'uscita, intitolato Screaming for Vengeance (Urlando vendetta) in cui definirono l'album come «L'ora migliore di Manson [...] Dieci anni dopo, non si è ancora visto un altro attacco così eloquente e violento nei confronti dei media e della cultura mainstream come quella di Manson con 'Holy Wood' [... È un lavoro] ancora causticamente rilevante oggi [...] confrontato con i suoi contemporanei, le idee di Manson si rizzavano con intelligenza che pochi potevano vantare». L'articolo continuava dicendo «[...] forse è dove 'Holy Wood' ha raggiunto il suo più grande successo. Nel riflettere l'attenzione che fu riservata a lui [Manson] di nuovo sui media, che hanno reagito esattamente come lui sapeva che avrebbero fatto: minacciando e mostrando le loro ineguatezze [...] La cosa vergognosa in tutto ciò, comunque, è che pochissimo è cambiato. Il fatto che l'album sia ancora così vero oggi rivela che ha fallito nel suo intento di cambiare gli atteggiamenti. Il fatto che l'album esista, comunque, fa onore ad un uomo che si è rifiutato di sedersi e incassare le accuse, e se n'è invece uscito pieno d'energia».

## Guns, God and Government Tour
Per supportare la commercializzazione del disco, tre giorni prima della data di pubblicazione dell'album, inizialmente programmata e 17 giorni prima del lancio effettivo, la band si imbarcò in un tour mondiale intitolato Guns, God and Government Tour. Iniziato il 27 ottobre 2000 e terminato il 2 settembre 2001, il tour fu composto da sei trance comprendenti Eurasia, Giappone e Nord America per un totale di 107 spettacoli eseguiti su un totale di 109 pianificati. Come abitudine della band, i concerti furono molto teatrali con una durata media per concerto di 1 ora e 40 minuti, e il palco pregno di simboli comunisti, religiosi e del "celebritarianesimo". Manson cambiò più volte costume durante le varie parti dei concerti: l'assortimento comprendeva un abito da vescovo completo di mitra (spesso confuso per abito papale); un costume fatto con parti anatomiche di animali imbalsamati (per esempio una controspallina fatta con la coda di un cavallo, una maglietta fatta con teste di capra e spine dorsali di struzzo); il suo classico costume composto da corsetto di pelle nera, tanga e giarrettiera; un elaborato costume da Legionario romano completo di galea; un copricapo da poliziotto delle SS di grado Allgemeine; un cappotto di pelliccia bianco e nero; e una gigantesca gonna conica che lo portava all'altezza di 12 metri (40 piedi) da terra.
Altro fattore consueto per la band sono le costanti controversie legate ai loro tour. Notevole in questo tour fu la data dell'Ozzfest, dato che fu la prima performance della band a Denver (il 22 giugno 2001 al Mile High Stadium) dopo il massacro della Columbine High School nella vicinissima Littleton. Dopo un iniziale tira e molla, causato da conflitti con le altre date del tour, la band modificò i propri piani per riuscire a tenere la data di Denver. La decisione della band incontrò forte resistenza da parte dei gruppi conservatori e Manson stesso ricevette numerose minacce di morte e richiami perché annullasse quella data. Un gruppo di capi di chiese e famiglie, in relazione con la Columbine, formarono un'organizzazione apposita per opporsi allo show, chiamata Citizens for Peace and Respect, che ebbe il supporto del Governatore del Colorado Bill Owens e del deputato Tom Tancredo. Sul loro sito, i due affermarono che la band «promuove odio, violenza, morte, suicidio, utilizzo di droghe, e le attitudini ed azioni dei killer della Columbine». Manson rispose dicendo:
(Marilyn Manson)
Lo show di Denver fornì anche l'input per l'intervista a Manson sul clima di paura e la cultura delle armi in America nel documentario Bowling for Columbine di Michael Moore del 2002. Quando Moore chiese a Manson cosa avrebbe detto se avesse avuto l'opportunità di parlare agli studenti della Columbine High School, lui rispose «Non avrei detto una sola parola. Avrei ascoltato cosa hanno da dire, ed è ciò che nessuno ha fatto».
Furono realizzati due film con le registrazioni del tour mondiale. Il DVD Guns, God and Government fu pubblicato il 29 ottobre 2002 dalla Eagle Rock Entertainment e include materiale tratto dai concerti tenuti a Los Angeles, in Europa, in Russia e in Giappone. Include anche un "dietro le quinte" di 30 minuti intitolato The Death Parade, che vede la presenza di Ozzy Osbourne ed Eminem nelle vesti di ospiti speciali. Sette anni dopo, questo DVD fu seguito da Guns, God and Government — Live in L.A. commercializzato come Blu-ray dalla Eagle Rock Entertainment il 17 novembre 2009, che contiene tutte e sedici le canzoni eseguite nella data di Los Angeles.

## Tracce
Testi di Manson.
A: In the Shadow
1. GodEatGod – 2:34 (musica: Manson)
2. The Love Song – 3:16 (musica: Ramirez, 5)
3. The Fight Song – 2:55 (musica: 5)
4. Disposable Teens – 3:01 (musica: 5, Ramirez)

D: The Androgyne
1. Target Audience (Narcissus Narcosis) – 4:18 (musica: Ramirez, 5)
2. "President Dead" – 3:13 (musica: Ramirez, 5, Gacy)
3. In the Shadow of the Valley of Death – 4:09 (musica: Ramirez, 5)
4. Cruci-Fiction in Space – 4:56 (musica: Ramirez, 5, Gacy)
5. A Place in the Dirt – 3:37 (musica: 5)

A: Of Red Earth
1. The Nobodies – 3:35 (musica: 5, Manson)
2. The Death Song – 3:29 (musica: 5, Manson)
3. Lamb of God – 4:39 (musica: Ramirez)
4. Born Again – 3:20 (musica: Ramirez, 5)
5. Burning Flag – 3:21 (musica: Ramirez, 5)

M: The Fallen
1. Coma Black – 5:58 (musica: Manson, 5)
2. Valentine's Day – 3:31 (musica: Ramirez, Manson)
3. The Fall of Adam – 2:34 (musica: Ramirez, 5)
4. King Kill 33° – 2:18 (musica: Ramirez)
5. Count to Six and Die (the Vacuum of Infinite Space Encompassing) – 3:24 (musica: 5)

Bonus tracks
1. The Nobodies (Acoustic Version) – 3:35 (musica: 5, Manson) – solo edizioni Giappone/UK
2. Mechanical Animals (Live) – 4:41 (musica: Ramirez, Zum) – solo edizione Giappone

Note
- Il disco contiene una traccia dati che reindirizza a un video sul sito di Interscope, oggi non più presente. Questo video, intitolato Autopsy, è stato poi incluso come traccia segreta nel DVD della raccolta Lest We Forget.

## Formazione
Gruppo
- Marilyn Manson – arrangiamenti, voce, produzione, direzione artistica, concept, sincussioni, optigan, mellotron, flauto distorto, basso sintetizzato, tastiere, piano, pianette, atmosfera, clavicembalo elettrico, chitarra ritmica
- Twiggy Ramirez – basso, chitarra (ritmica, principale, Leslie, distorta), tastiere
- John 5 – chitarra (principale, ritmica, acustica, sintetizzata, elettrica, slide, fase)
- M.W. Gacy – sintetizzatori, ambiente, tastiere, campionature, basso sintetizzato, accordi sintetizzati, mellotron, "Children's choir and canned laughter of dead people unsure of why they are laughing" («Cori di bambini e risate inscatolate di persone morte insicure del perché stiano ridendo»)
- Ginger Fish – percussioni (dal vivo, drum machine), loop di morte & sirene, tastiere

Produzione
- Bon Harris dei Nitzer Ebb – sintetizzatori, programmazione, pre-produzione, percussioni organiche, bassi, tastiere, "Insect hi-hat", campanelli da slitta, manipolazione (distruttiva), elettronica, piano
- Paulie Northfield – ingegneria addizionale
- D. Sardy (Dave Sardy) – produzione, sintetizzatori, programmazione percussioni (organiche), missaggio, chitarra ritmica rumorosa, "pills" ("pillole")
- P.R. Brown – direzione artistica, design, fotografia
- Greg Fidelman – ingegneria, tutti i Pro-Tools
- Nick Raskulinecz – assistente ingegnere
- Joe Zook - assistente ingegnere
- Kevin Guarnieri – assistente ingegnere
- Danny Saber – loop addizionali
- Alex Suttle – accompagnamento vocale

## Classifiche
| Classifica (2000) | Posizione massima |
| ----------------- | ----------------- |
| Australia         | 8                 |
| Austria           | 6                 |
| Belgio (Fiandre)  | 34                |
| Belgio (Vallonia) | 29                |
| Canada            | 13                |
| Finlandia         | 25                |
| Francia           | 12                |
| Germania          | 11                |
| Irlanda           | 21                |
| Italia            | 7                 |
| Norvegia          | 12                |
| Nuova Zelanda     | 18                |
| Paesi Bassi       | 53                |
| Regno Unito       | 23                |
| Stati Uniti       | 13                |
| Svezia            | 7                 |
| Svizzera          | 20                |